# Тромсёйский мост
Тромсёйский мост (норв. Tromsøbrua ) — автодорожный мост через пролив Tromsøysundet в городе Тромсё, Норвегия. Соединяет материковую (Tromsdalen) и островную (Tromsøya) части города. Первый консольный мост, построенный в Норвегии. Является одной из достопримечательностей города.

## История

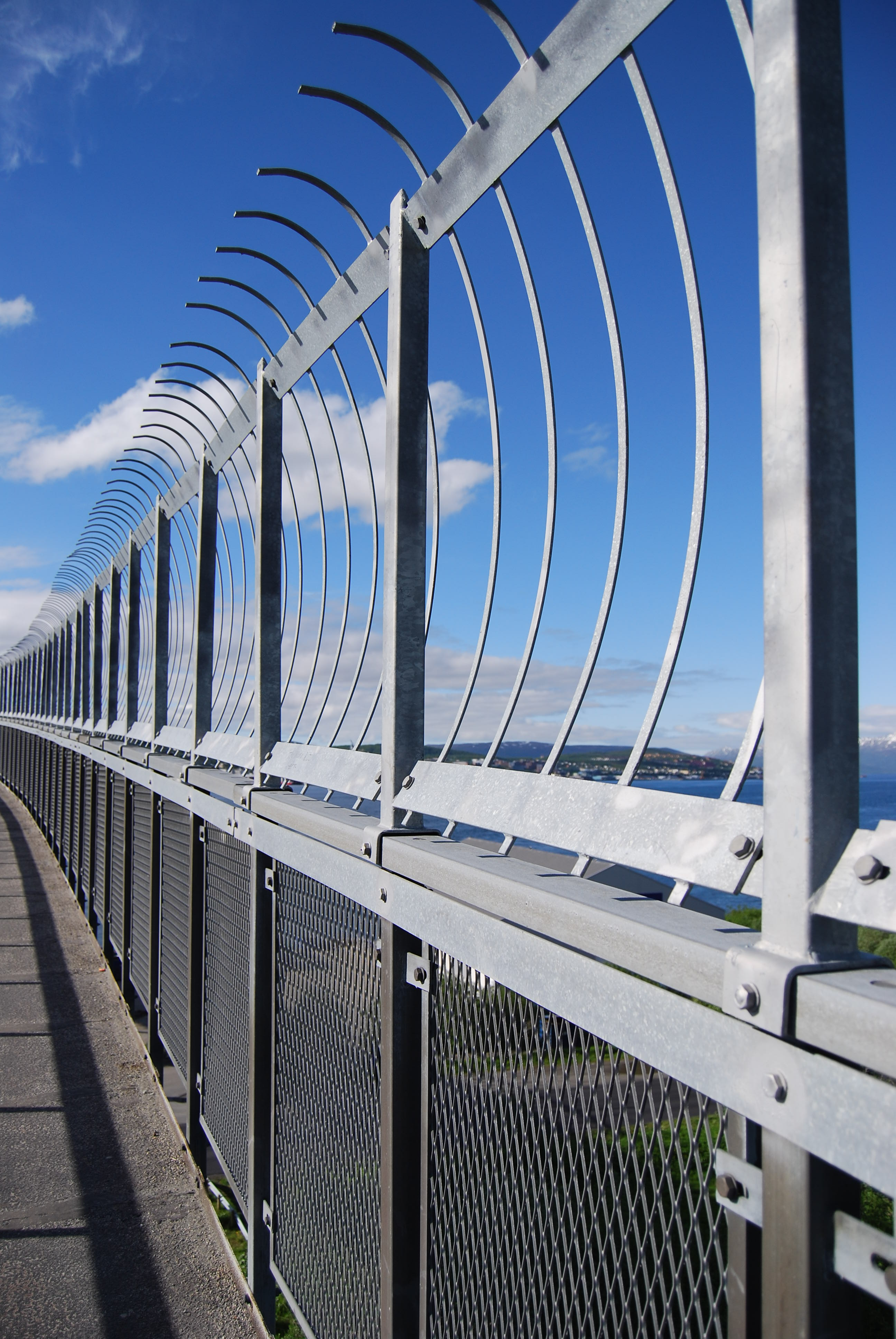
Повышенное ограждение

До постройки моста транспортное сообщение через залив осуществлялось паромной переправой. Идея строительства моста или тоннеля возникла в 1948 году. Окончательный проект был рассмотрен и одобрен парламентом в 1955 году. Проект был разработан известным норвежским архитектором Эрлингом Викшё. Правительство дало обязательство по оказанию поддержки и разрешения для сбора платы за проезд.
Закладка моста состоялась 13 марта 1958 года. В середине октября 1959 года были закончены бетонные работы по сооружению центрального пролёта. Для движения мост был открыт в марте 1960 года, торжественное открытие моста состоялось 3 июля 1960 года в присутствии премьер-министра Норвегии Эйнара Герхардсена. В 1963 году мосту была присуждена престижная архитектурная премия Betongtavlen.
На момент постройки это был самый длинный мост в Северной Европе. Стоимость мостового перехода составила 14,5 млн крон. В 1990 году в 3 км севернее моста был построен тоннель (en:Tromsøysund Tunnel), взявший на себя часть транспортной нагрузки.
Мост был одним из самых популярных мест для самоубийц во всей Норвегии. В 2005 году было установлено дополнительное высокое ограждение, которое получило неофициальное название «забор самоубийц».
17 апреля 2008 года Тромсёйский мост был объявлен памятником культурного наследия Норвегии.

## Конструкция
Мост железобетонный рамно-консольный, имеет 58 пролётов. Полная длина моста составляет 1036 м, ширина — 8,3 м. Центральный пролёт имеет длину 80 м. Высота моста над уровнем воды составляет 38 м. На мосту две полосы движения и два пешеходных тротуара.